# Ташевське-Поле
Ташевське-Поле (пол. Taszewskie Pole, нім. Taschauerfelde) — село в Польщі, у гміні Єжево Свецького повіту Куявсько-Поморського воєводства.
Населення — 247 осіб (2011).
У 1975-1998 роках село належало до Бидгощського воєводства.

## Демографія
Демографічна структура станом на 31 березня 2011 року:
|          | Загалом | Допрацездатний вік | Працездатний вік | Постпрацездатний вік |
| -------- | ------- | ------------------ | ---------------- | -------------------- |
| Чоловіки | 120     | 28                 | 80               | 12                   |
| Жінки    | 127     | 32                 | 70               | 25                   |
| Разом    | 247     | 60                 | 150              | 37                   |